# شذوذات التصوير المتعلقة بالنشواني
شذوذات التصوير المتعلقة بالنشواني (بالإنجليزية: Amyloid-related imaging abnormalities)‏ واختصارا ( أريا ARIA) هي اختلافات غير طبيعية تُلاحظ في التصوير العصبي لمرضى الآلزهايمر، المرتبطة بالعلاجات المغيرة للنشواني، وتحديدا الأجسام المضادة أحادية النسيلة البشرية مثل أدكانيماب. يوجد نوعان من هذه الشذوذات ARIA-E وARIA-H. لوحظت هذه الظاهرة أول مرة في التجارب السريرية لبابينيوزوماب.

## ARIA-E
تشير أريا-E إلى الوذمة الدماغية (cerebral edema)، وتتمثل في انهيار المواصل المحكمة للخلايا البطانية الخاصة بالحاجز الدموي الدماغي وتراكم السوائل الناتج عنه. في تجربة عمياء مزدوجة للجسم المضاد أحادي النسيلة البشري سولنيزماب، العدد (2042 مخاضع للتجربة) ستة عشر مريضا (11 تناولوا الدواء، 5 تناولو دواء وهمي) أو 0.78 منهم طوروا أريا-E. ثم طور سبعة آخرون أريا-E أثناء تمديد مفتوح للتجربة السريرية.
الأعراض الجانبية لأريا-E تعتمد على حدة وموضع الوذمة. ويمكن أن تشمل الأعراض: الصداع، تغيرات في الحالة الذهنية، تشوشا، تقيؤ، غثيان، ارتعاش، و تشوه المشية.

## ARIA-H
تشير أريا-H إلى نزف ميكروي دماغي (microhaemorrhages)، يرافق النزف الصغير في الدماغ، عادة داء هيموسيديريني. عادة ما تُرى النُزف الميكروية كآفات صغيرة دائرية حفيفة الحدة وهي ترسبات هيموسيديرين صغيرة. تعرف بعض الدراسات النزيف الميكروي على أنه أقل أو يساوي 10 ملم، بينما تعرفه أخرى على أنه أقل من 5 ملم. انتشار النزيف الميكروي بين كبار السن الأصحاء حوالي 6%، لكن هذه القيمة ترتفع بين 50% و80% لدى كبار السن المصابين بمرض دماغي وعائي.